# Atlanticus kulingensis
Atlanticus kulingensis är en insektsart som beskrevs av Tinkham 1941. Atlanticus kulingensis ingår i släktet Atlanticus och familjen vårtbitare. Inga underarter finns listade i Catalogue of Life.